# Los peces rojos
Los peces rojos és una pel·lícula espanyola de 1955 en blanc i negre, dirigida per José Antonio Nieves Conde, amb guió de  Carlos Blanco i protagonitzat per Arturo de Córdova i Emma Penella.Utilitza la trama del cinema negre i la figura de la "femme fatale", i sovint es compara amb l'obra d'Alfred Hitchcock
En 2003 es va fer un remake de la pel·lícula, amb el títol Hotel Danubio, dirigit per Antonio Giménez Rico i protagonitzat per Santiago Ramos i Carmen Morales.

## Argument
Hugo i Ivón són una parella que arriba a un hotel de Gijón, acompanyats del fill d'Hugo, Carlos. Surten a veure la mar embravida i poc després Ivón torna demanant socors perquè el noi ha caigut a la mar. El cadàver no apareix, i el comissari que es fa càrrec del cas sospita que el fill podia haver estat assassinat per la parella, per a cobrar una gran herència que li corresponia a Carlos. Però l'assumpte es complica, perquè ningú ha arribat a veure a Carlos.

## Repartiment
- Arturo de Córdova... Hugo Pascal
- Emma Penella... Ivón
- Félix Dafauce... Don Jesús - comissari
- Pilar Soler ... Magda
- Félix Acaso... Inspector
- Manuel de Juan ... Conserge de l'hotel
- María de las Rivas ... Tía Ángela
- Montserrat Blanch... Cambrera #1
- Ángel Álvarez ... Porter del teatre
- Luis Roses ... Salvador Castro - advocat
- Julio Goróstegui... Señor Muro - editor
- Manuel Guitián ... Amigo del porter
- Rafael Calvo Revilla ... Guardia Civil
- Antonio Moreno ... Regidor del teatre
- Carmen Pastor ... Cambrera #2

## Premis
La pel·lícula va aconseguir un premi econòmic de 200.000 ptes, als premis del Sindicat Nacional de l'Espectacle de 1955.